# Elisa Morgera
Elisa Morgera (* 4. März 1977) ist eine italienische Rechtswissenschaftlerin und Hochschullehrerin. Sie ist Spezialistin für internationales, Europa- und vergleichendes Umweltrecht. Seit 2024 ist sie UN-Sonderberichterstatterin zum Klimawandel.

## Herkunft und Ausbildung
Nach ihrem Grundstudium an der Universität Triest erwarb Elisa Morgera 2002 am University College London (UCL) einen Master of Laws (LL.M.) in Umweltrecht. Ihr Promotionsstudium schloss sie 2007 am European University Institute in Fiesole (Florenz) als Doctor of Philosophy (PhD) in internationalem Recht ab.

## Karriere
Von Oktober 2002 bis September 2003 betreute sie beim Entwicklungsprogramm der Vereinten Nationen als Umweltmanagementbeauftragte Projekte in den Bereichen Biodiversität und Klimawandel. Von 2006 bis 2009 war sie stellvertretende Justitiarin bei der Ernährungs- und Landwirtschaftsorganisation der Vereinten Nationen FAO in Rom und betreute Entwicklungsländer bei Gesetzesreformen in den Bereichen Forstwirtschaft und Wildtiermanagement, Land- und ökologische Landwirtschaft, Entwicklung von Gebirgsregionen, Fischerei und Aquakultur. 2009 wechselte sie als Dozentin für Globales Umweltrecht an die University of Edinburgh, wo sie im März 2015 auch die entsprechende Professur übernahm. Sie leitete von 2013 bis 2018 das Forschungsprogramm BENELEX des Europäischen Forschungsrates, das sich mit den rechtlichen Rahmenbedingungen eines gesellschaftlich verträglichen Wandels zu einer Green Economy auseinandersetzte.
Seit März 2015 ist sie außerordentliche Professorin für internationales und europäisches Umweltrecht an der Universität Ostfinnland und Gründungsdirektorin eines LL.M.-Studiengangs zu Global Environment and Climate Change Law.
Seit Juli 2016 ist sie Professor of Global Environmental Law an der University of Strathclyde in Glasgow.
Forschungsschwerpunkte sind biologische Vielfalt, Umweltmanagement, Umweltverantwortung von Unternehmen und externe Umweltpolitik der EU. Ihr besonderes Interesse gilt den Zusammenhängen zwischen Gerechtigkeit, Menschenrechten und internationalem Umweltrecht.

## Sonstige Aufgaben
Von 2018 bis 2024 war sie Direktorin des One Ocean Hub, eines globalen Verbundes von Forschungseinrichtungen, unterstützt von einer Vielzahl internationaler und nationaler Organisationen vom WWF, über die FAO, die UNESCO, dem Commonwealth of Nations und SANBI bis zu BirdLife International und dem Umweltprogramm der Vereinten Nationen. One Ocean Hub hat sich zum Ziel gesetzt, für das Wirtschafts- und Ökosystem Ozean faire und integrative Entscheidungsprozesse zu entwickeln und dafür Küstenbewohner, Forscher und Entscheidungsträger zusammenzubringen, um die Zukunft des Ozeans im Sinne von Gerechtigkeit und Nachhaltigkeit gestalten.

## Ehrenamtliche Tätigkeiten
- seit 2015 Mitglied der Joint Specialist Group on Access and Benefit-sharing and Related Concepts der International Union for Conservation of Nature (IUCN)
- seit 2012 Rechtsexpertin für die Implementierung der Aichi-Ziele bei der International Development Law Organization (IDLO)
- 2012 Mitglied der Liaison Group on the international legal framework on geo-engineering and biodiversity beim Sekretariat der Convention on Biological Diversity
- seit 2024 UN-Sonderberichterstatterin zum Klimawandel als Nachfolgerin des Tuvaluaners Ian Fry beim UN-Menschenrechtsrat[2]

## Auszeichnungen
- 2023 UN-Menschenrechtspreis für One Ocean Hub als Teil der Global Coalition[6]

## Publikationen (Auswahl)
- Participation of Indigenous Peoples in Decision Making Over Deep-Seabed Mining in AJIL Unbound, 2024, 118, pp. 93–97
- International Environmental Law: A Case for Transformative Change through the Lens of Children's Human Rights in Environmental Policy and Law., 2024, 53(5-6), pp. 307–319
- The role of fair and equitable benefit-sharing in environmental peacebuilding in Research Handbook on International Law and Environmental Peacebuilding, 2023, pp. 62–88
- mit Lennan, M.: Strengthening intergenerational equity at the ocean-climate nexus: Reflections on the uncrc general comment no. 26 in Regulating Global Climate Change: From Common Concern to Planetary Concern, 2023, pp. 121–135
- mit Shields, S. et al.: Children's human right to be heard at the ocean-climate nexus in International Journal of Marine and Coastal Law, 2023, 38(3), pp. 545–580